# Крафт, Ханнелора
Ханнелора Крафт (в девичестве Кюльцхаммер, род. 12 июня 1961) немецкий политический деятель, занимала пост главы правительства земли Северный Рейн-Вестфалия в период с 2010 по 2017 год. Крафт была первой женщиной, которая занимала пост главы правительства этой федеральной земли, и третьей женщиной, которая стала главой правительства земли в Германии. В период с 1 ноября 2010 по 31 октября 2011 года она была президентом Бундесрата, а также первой женщиной, занявшей этот пост. Она является бывшим лидером политической партии SPD North Rhine-Westphalia, с ноября 2009 по май 2017 года являлась представителем федеральной исполнительной власти и была одним из четырёх федеральных заместителей председателя партии.

## Ранние годы жизни
Крафт родилась 12 июня 1961 года в семье водителя трамвая и контролёра билетов. В 1980 году она окончила школу, затем прошла стажировку в качестве банковского служащего в Dresdner Bank. В 1982 году она начала учёбу в области экономики в Университете Дуйсбурга — Эссена. В период с 1986 по 1987 год она также училась в Королевском колледже Лондона. Университет Дуйсбурга она окончила в 1989 году.

## Карьера

### Начало карьеры
В период с 1989 по 2001 год Ханнелора Крафт была консультантом и руководителем проекта в Центре инноваций и технологий «ZENIT GmbH» в Мюльхайм-ан-дер-Рур, а также возглавляла местный Европейский информационный центр.

### Политическая карьера
В 1994 году Крафт вступила в ряды Социал-демократической партии Германии. Политикой она увлеклась, когда стала главой производственного совета, в тот момент она изо всех сил искала место для своего сына в яслях. На выборах 2000 года в федеральной земле Северный Рейн-Вестфалия она была избрана в ландтаг. Изначально она представляла избирательный округ 74 (Мюльхайм II-Эссен VII), но затем перешла на избирательный округ 64 (Мюльхайм I) для выборов в 2005 году.
24 апреля 2001 года она сменила Детлева Замланда на посту министра федеральных и европейских дел, позднее в период с 12 ноября 2002 по 31 мая 2005 года при премьер-министре земли Пеере Штайнбрюке занимала пост министра науки.
Крафт была делегатом социал-демократической партии на Федеральном собрании по избранию президента Германии в 2004, 2009, 2010 и 2012 годах.
Председатель парламентской группы
После проигрыша партии социал-демократов государственных выборов 2005 года на территории земли Северный Рейн-Вестфалия, Крафт большинством голосов (95,7 %) была избрана лидером парламентской группы от партии. Таким образом она стала лидером оппозиции. В 2007 году она была избрана на пост председателя партии социал-демократов в земле Северный Рейн-Вестфалия.
13 ноября 2009 года, получив наибольшее общее число голосов, она была избрана одним из 4-х заместителей председателя федеральной социал-демократической партии под руководством Зигмара Габриэля. В феврале 2010 года партийный конгресс подтвердил, что Крафт является кандидатом от социал-демократической партии на пост министра-президента на государственных выборах в мае того же года.

#### 2010—2012: первый срок на посту министра-президента
Государственные выборы 2009 года почти сравняли соотношение с правящей Христианской-демократической партией Германии (67 мест). Предпочтительной красно-зеленой коалиции Крафт не хватило одного места для общего большинства. Федеральное правительство в тот момент под руководством Ангелы Меркель заключило, что на такой результат выборов повлиял гнев избирателей, вызванный пакетом первой помощи Греции.
После длительных переговоров и коалиций, 14 июля 2010 года во втором туре голосования с достаточным большинством голосов от Социал-демократической партии Германии и Партии зелёных Крафт была избрана министром-президентом земли Северный Рейн-Вестфалия. Крафт сформировала правительство меньшинства с министрами из социал-демократической партии и партии зелёных. Впервые в истории Германии коалиция попыталась править одной из 16 федеральных земель без большинства. Единственный исключением явилась красно-зелёная коалиция, правивший без большинства Берлином в течение нескольких месяцев в 2001—2002 годах. В течение почти двух лет Крафт правила вверенной ей землёй без регулярного большинства, набирая голоса за каждую инициативу от оппозиционных левой и правой партий. Вместе с заместителем губернатора Сильвией Лёрманн из Партии зелёных Крафт назвала своё правительство «коалицией приглашения».
После десятилетий идеологического соперничества в государстве за структуру средних школ Крафт и Лёрманн позже сумели заключить межпартийное соглашение с правоцентристским Христианско-демократическим союзом, которое гарантирует мир до 2023 года.
Крафт привлекла внимание своей речью, которую она произнесла после того, как в результате давки на музыкальном фестивале Love Parade в июле 2010 года, менее чем через две недели после того, как она заняла должность, погиб 21 человек. Когда она произнесла свою речь на поминальной церемонии, она рассказала о часах, которые она провела, ожидая ответа от своего сына, который был на мероприятии, не зная, был ли он ранен или невредим, жив или мёртв.
В октябре 2010 года Крафт была избрана президентом Бундесрата в соответствии с обычной ротацией президентских полномочий между федеральными землями. Она вступила в должность 1 ноября 2010 года, став первой женщиной, занимающей этот пост, и оставалась на своём посту до 31 октября 2011 года.
На съезде Социал-демократической партии Германии в Берлине в декабре 2011 года 97 % членов партии поддержали Крафт на посту вице-председателя, что является лучшим результатом для члена правления.
Неспособность Крафт добиться принятия бюджетных планов на 2012 год после того, как суд постановил, что дополнительный бюджет на 2010 год неконституционен, вынудила её объявить досрочные выборы и подвергнуть себя обвинениям в финансовой некомпетентности. Она надеялась заручиться поддержкой оппозиционной Свободной демократической партии Германии, но их давние возражения были не преодолимы на момент голосования.

#### 2012—2017: второй срок на посту министра-президента
В результате выборов коалиция Социалдемократы-Зелёные получила большинство в девять мест и позволила Крафт остаться на своём посту. Кабинет министров второго срока Крафт особо не отличался по составу в сравнении с первым сроком.
Вскоре после выборов в мае 2012 года Крафт заняла третье место в опросе Der Spiegel среди немецких политиков сразу после канцлера Ангелы Меркель и нового федерального президента Йоахима Гаука. Она опередила всех политиков Социальной демократической партии Германии, включая Франка-Вальтера Штайнмайера, который проиграл Меркель в 2009 году, и председателя партии Зигмара Габриэля. Это подняло Крафт в высший ранг немецких политиков, вызвав предположения, что она может быть самым сильным претендентом на то, чтобы возглавить партию против Меркель и потенциально сменить её на посту канцлера. Однако, вскоре она объявила, что не хочет становиться кандидатом от социально-демократической партии на пост канцлера, предпочитая вместо этого остаться в своём родном штате на пятилетний срок. В 2013 году Крафт выступала против национальных лидеров от социал-демократов, которые решили присоединиться к Меркель в качестве партнёров. Однако немного позднее она была частью команды Социальной демократической партии Германии во главе с Зигмаром Габриэлем, которая вела переговоры о формировании нового правительства Германии с блоком канцлера Ангелы Меркель. Она возглавляла делегацию социал-демократов в рабочей группе по энергетике и во всеуслышание защищала угольную промышленность, которая имеет значительное присутствие в её земле. Её сопредседателем был Петер Альтмайер. В 2014 году правительство Крафт планировало рекордные расходы в 62 миллиарда евро (85 миллиардов долларов) при сокращении дефицита на четверть до 2,4 миллиарда евро. В то же время она неоднократно критиковала политику жёсткой экономии Меркель во время долгового кризиса.
В марте 2014 года Крафт принимала председателя Китая Си Цзиньпина в Дуйсбурге, когда он посетил последнюю остановку на железной дороге Юйсиноу между Европой и Азией. После поражения её партии на выборах в земле в 2017 году Крафт осталась членом парламента земли, где в настоящее время работает в Комитете по спорту. Также она вошла в наблюдательный совет угледобывающей компании RAG AG. В 2019 году публике был представлен её официальный портрет — фотография Джима Ракете. В 2020 году она объявила о своём намерении не баллотироваться на выборах земли в 2021 году.

## Политические взгляды

### Энергетика
В 2012 году Крафт поставила вопрос инвестиций в возобновляемые источники энергии в центр повестки своего второго срока, заявив, что к 2025 году более 30 % электроэнергии должно поступать из возобновляемых источников. В 2013 году она призвала Ангелу Меркель использовать налоговые поступления для снижения затрат на электроэнергию для потребителей на 25 процентов. О энергетических компаниях, добывающих нефть и природный газ с помощью спорной практики гидроразрыва пласта, Крафт в 2014 году сделала заявление, что «до тех пор, пока я являюсь губернатором в Северном Рейне-Вестфалии, там не будет никакого гидроразрыва для нетрадиционного природного газа». Она также помогла получить резолюцию через Бундесрат об ужесточении правил гидроразрыва, посетив Канаду, чтобы своими глазами взглянуть на добычу сланцевой нефти там.

### Уклонение от уплаты налогов
В начале своего пребывания в должности Крафт сосредоточилась на проблеме уклонения от уплаты налогов, что является политикой, которая не является исключительно резервом федерального правительства и, таким образом, позволило ей осуществлять свою власть как в своей земле, так и в Бундесрате, верхней палате федерального парламента, где представлены все земли и в то время у оппозиции было большинство. В 2013 году Крафт возглавила оппозицию Бундесрата по налоговому соглашению со Швейцарией, в конечном итоге заблокировав его как слишком лёгкое для уклоняющихся от уплаты налогов. Согласно предложенному закону, немцы с необлагаемым налогом богатством в Швейцарии могли бы узаконить свои владения и сохранить свою анонимность в обмен на уплату единовременного штрафа и уплату будущего налога у источника выплаты.

### Искусство
В 2013 году наследник известного еврейского арт-дилера Альфреда Флехтхайма, бежавшего из нацистской Германии, призвал правительство земли Северный Рейн-Вестфалия отказаться от картин Пауля Клее и Хуана Гриса, которые, по его словам, были потеряны из-за нацистских преследований. Крафт отказалась от комментариев. В 2014 году Крафт отклонила прошение директоров музеев в Северном Рейне-Вестфалии, которые пытались предотвратить продажу двух картин Энди Уорхола, «Triple Elvis» (1963) и «Four Marlons» (1966), бывшим западным художником на Christie’s в Нью-Йорке. В своем ответном письме на их прошение она заявила, что не может остановить продажу, потому что картины не считались предметами национального культурного значения.

### Иммиграция
Летом 2015 года, когда канцлер Ангела Меркель разрешила десяткам тысяч просителей убежища, разбивших лагерь в Венгрии, отправиться в Германию, Крафт утверждала, что это послужило сигналом для тысяч мигрантов направиться прямо в Германию. В то время Северный Рейн-Вестфалия принимала около пятой части всех прибывших.

### Отношения с Францией
Вместе с сенатором Катрин Трёндл Крафт была сопредседателем Немецко-французской группы дружбы, созданной немецким бундесратом и французским сенатом.
В 2014 году, когда отмечалось столетие начала Первой мировой войны, Крафт вместе с президентом Франции Франсуа Олландом и министром обороны Германии Урсулой фон дер Ляйен, а также британскими и бельгийскими официальными лицами открыла мемориал ко Дню перемирия в Аблен-Сен-Назере.
26 марта 2015 года Крафт вместе с Меркель, Олландом и премьер-министром Испании Мариано Рахой открыли мемориал в массиве Труа-Эвеше, на месте крушения рейса 9525 авиакомпании Germanwings. Северный Рейн-Вестфалия была пунктом назначения, куда направлялся самолёт, и многие из 144 пассажиров жили именно там. Днём позже она и президент Германии Йоахим Гаук присутствовали на поминальной службе в западном городе Хальтерн-ам-Зе по случаю гибели в крушении 16 учеников и двух учителей местной средней школы.

## Личная жизнь
Крафт счастлива замужем, имеет сына. Пара отпраздновала венчание в Намибии в октябре 2012 года. Крафт была католиком, но позже обратилась в протестантизм, присоединившись к евангелической церкви в Рейнской области, членской церкви евангелической церкви в Германии.